# Litoboř
Litoboř (en allemand : Litoborsch) est une commune du district de Náchod, dans la région de Hradec Králové, en République tchèque. Sa population s'élevait à 107 habitants en 2020.

## Géographie
Litoboř se trouve à 12 km à l'ouest-nord-ouest de Náchod, à 30 km au nord-est de Hradec Králové et à 120 km à l'est-nord-est de Prague.
La commune est limitée par Hořičky à l'ouest et au nord, par Slatina nad Úpou à l'est, par Lhota pod Hořičkami et Vestec au sud.

## Histoire
La première mention écrite de la localité remonte à la seconde moitié du XIIe siècle.